# 90 г. пр.н.е.
90 (деветдесетта) година преди новата ера (пр.н.е.) е година от доюлианския (Помпилийски) римски календар.

## Събития

### В Римската република
- Консули са Луций Юлий Цезар и Публий Рутилий Луп.
- Съюзническата война:
  - В различни сражения се отличават Гней Помпей Страбон, Гай Марий и Луций Корнелий Сула.
  - По предложение на консула Цезар е приет Lex Iulia de Civitate Latinis Danda, закон който цели да предотврати разбунтуването на все още останалите мирни съюзници на Рим като им предостави правото на римско гражданство.[1]

## Родени
- Аул Хирций, римски политик и писател (умрял 43 г. пр.н.е.)
- Диодор Сицилийски, древногръцки историк (умрял 30 г. пр.н.е.)
- Луций Скрибоний Либон, римски политик

## Починали
- 11 юли – Публий Рутилий Луп (загинал в бой)
- Дионисий Тракийски, елинистичен граматик (роден 170 г. пр.н.е.)
- Секст Юлий Цезар, римски политик (роден преди 130 г. пр.н.е.)
- Луций Акций, римски поет (роден 170 г. пр.н.е.)
- Квинт Сервилий Цепион, римски политик